# 全国鉄道事情大研究
『全国鉄道事情大研究』（ぜんこくてつどうじじょうだいけんきゅう）とは、草思社より刊行されている、川島令三の代表的著作シリーズである。

## 概要
1992年発行の神戸編を皮切りに、全国各地の旅客輸送を行っている鉄道各線の概要、ダイヤについての分析を行い、それを踏まえ鉄道利用を促進するための提言を行っている。提言の内容は川島らしく理想論に近いものが多い。提言の概要については川島令三#主張・提言を参照。

## 構成
本シリーズは基本的に以下のような構成で各線について論じている（一部例外あり）。
- 概要…当該路線の成立過程から現状、提言について簡単に述べている。
- 沿線風景…路線図付きで起点から終点までの沿線風景を述べ、必要に応じて駅や信号場の配線図もついている。
- 乗客の流れ…当該路線の乗客の流れ、輸送密度について述べている。また、JR線などでは通過人員のグラフを添付している。
- 車両…当該路線で使用されている鉄道車両の概要、接客設備について述べている。
- ダイヤ…現状のダイヤ構成について朝ラッシュ時、日中、夕ラッシュ時、夜間について述べており、朝ラッシュ時、日中時を中心にダイヤ改善策を論じている。
- 将来…当該路線の今後、それまでの記述を踏まえた乗客誘導案、改善案を論じている。

## 既刊リスト
- 神戸篇（1992年）ISBN 978-4-7942-0452-3
- 京都・滋賀篇（1992年）ISBN 978-4-7942-0473-8
- 大阪都心部・奈良篇（1993年）ISBN 978-4-7942-0498-1
- 大阪南部・和歌山篇（1993年）ISBN 978-4-7942-0516-2
- 東海・甲信篇 （1994年）ISBN 978-4-7942-0558-2
- 北陸篇（1）（1995年）ISBN 978-4-7942-0616-9
- 北陸篇（2）（1995年）ISBN 978-4-7942-0657-2
- 名古屋都心部・三重篇（1996年）ISBN 978-4-7942-0700-5
- 湘南篇（1996年）ISBN 978-4-7942-0738-8
- 名古屋北部・岐阜篇（1）（1997年）ISBN 978-4-7942-0796-8
- 名古屋北部・岐阜篇（2）（1998年）ISBN 978-4-7942-0806-4
- 東京西部・神奈川篇（1）（1998年）ISBN 978-4-7942-0844-6
- 東京西部・神奈川篇（2）（1999年）ISBN 978-4-7942-0889-7
- 東京都心部篇（2000年）ISBN 978-4-7942-0967-2
- 名古屋東部篇（2002年）ISBN 978-4-7942-1140-8
- 東京東部・千葉篇（1）（2002年）ISBN 978-4-7942-1183-5
- 東京東部・千葉篇（2）（2003年）ISBN 978-4-7942-1193-4
- 東京北部・埼玉篇（1）（2003年）ISBN 978-4-7942-1232-0
- 東京北部・埼玉篇（2）（2003年）ISBN 978-4-7942-1267-2
- 群馬・栃木篇（2004年）ISBN 978-4-7942-1291-7
- 常磐篇（2004年）ISBN 978-4-7942-1334-1
- 九州篇（1）（2006年）ISBN 978-4-7942-1533-8
- 九州篇（2）（2007年）ISBN 978-4-7942-1562-8
- 四国篇（2007年）ISBN 978-4-7942-1615-1
- 中国篇（1）（2007年）ISBN 978-4-7942-1656-4
- 中国篇（2）（2009年。草思社の民事再生法適用後初の出版）ISBN 978-4-7942-1711-0
- 2011年版　鉄道事情トピックス（2011年。初の年度版）ISBN 978-4-7942-1807-0
- 青函篇（2016年）ISBN 978-4-7942-2225-1
- 北海道篇（2017年）ISBN 978-4-7942-2274-9
- 東北・東部篇（2017年）ISBN 978-4-7942-2304-3
- 東北・西部篇（2018年。シリーズ全30巻完結）ISBN 978-4-7942-2358-6